# (6260) Kelsey
(6260) Kelsey ist ein Asteroid des Hauptgürtels, der am 2. August 1949 vom deutschen Astronomen Karl Wilhelm Reinmuth an der Landessternwarte Heidelberg-Königstuhl (IAU-Code 024) entdeckt wurde.
Der Asteroid gehört zur Eunomia-Familie, einer nach (15) Eunomia benannten Gruppe, zu der vermutlich fünf Prozent der Asteroiden des Hauptgürtels gehören.
Der Himmelskörper wurde nach der kanadisch-US-amerikanischen Pharmakologin Frances Oldham Kelsey (1914–2015) benannt, die ab 1960 für die Food and Drug Administration arbeitete und trotz Drucks durch Geschäftsleute und Politiker die Zulassung von Thalidomid verhinderte, wofür sie 1962 von Präsident Kennedy mit dem President’s Distinguished Federal Civilian Service Award ausgezeichnet wurde.